# Víctor Luna Gómez
Víctor Luna (Medellín, 28 de octubre de 1959-Medellín, 28 de enero de 2024) fue un jugador y entrenador de fútbol colombiano.

## Trayectoria
Jugó profesionalmente por doce años. Siete temporadas en Atlético Nacional, y cinco en América de Cali. Posicionalmente se desempeñó como defensa lateral y mediocampista.
Inició en la gestión técnica como asistente de DT y también como entrenador de divisiones menores. 
Fue director técnico del Deportivo Independiente Medellín (DIM) en cinco oportunidades: tres como interino, en 1997, 2000 y 2011; y dos en propiedad, en 2002-2003; 2006-2007.
En septiembre de 2002, asumió por tercera vez las riendas del DIM, y lo consagró campeón del Torneo Finalización. Este título clasificó al equipo a la edición de la Copa Libertadores 2003, en la que logró alcanzar la fase semifinal. 
En su cuarto ciclo al mando de El Poderoso de la Montaña, en 2006, lo dirigió en la Copa Sudamericana, pero no superó la fase preliminar. En el Torneo Finalización 2006 y en el Torneo Apertura 2007, disputó los cuadrangulares semifinales.
Para 2004, llegó al banquillo técnico del Barcelona de Ecuador, club que clasificó a la segunda ronda de la Copa Libertadores. Pero los irregulares resultados en el campeonato local y su controversial manera de dirigir, llevaron a su salida.
Su próximo reto, en 2005, sería el por entonces vigente campeón de la Copa Libertadores, Once Caldas. Sin embargo renunció al cargo tres meses y medio después de asumir por la mala campaña tanto en Copa Libertadores como en el torneo nacional.
En diciembre de 2005, logró el ascenso a la Serie A de Ecuador con el Macará. No obstante, fracasó dirigiéndolo en el campeonato de primera división.
Más tarde, en 2008, dirigió al Atlético Bucaramanga pero sin éxito.

## Fallecimiento
Murió de un infarto agudo al miocardio el 28 de enero de 2024, a los 64 años de edad, en la ciudad de Medellín.

## Clubes

### Como jugador
| Club              | País     | Año       |
| ----------------- | -------- | --------- |
| Atlético Nacional | Colombia | 1978-1984 |
| América de Cali   | Colombia | 1985-1989 |

### Como entrenador
| Club                   | País     | Año         |
| ---------------------- | -------- | ----------- |
| Once Caldas            | Colombia | 1992        |
| Independiente Medellín | Colombia | 1997        |
| Independiente Medellín | Colombia | 2000        |
| Independiente Medellín | Colombia | 2002 - 2003 |
| Barcelona S.C.         | Ecuador  | 2004        |
| Once Caldas            | Colombia | 2005        |
| Macará                 | Ecuador  | 2005 - 2006 |
| Independiente Medellín | Colombia | 2006 - 2007 |
| Atlético Bucaramanga   | Colombia | 2008        |
| Independiente Medellín | Colombia | 2011        |

## Palmarés

### Como futbolista
| Título           | Club              | País     | Año  |
| ---------------- | ----------------- | -------- | ---- |
| Primera División | Atlético Nacional | Colombia | 1981 |
| Primera División | América de Cali   | Colombia | 1986 |

### Como entrenador
| Título              | Club                   | País     | Año  |
| ------------------- | ---------------------- | -------- | ---- |
| Torneo Finalización | Independiente Medellín | Colombia | 2002 |